# NGC 4865
NGC 4865 is een elliptisch sterrenstelsel in het sterrenbeeld Hoofdhaar. Het hemelobject werd op 22 april 1865 ontdekt door de Duits-Deense astronoom Heinrich Louis d'Arrest.

## Synoniemen
- UGC 8100
- MCG 5-31-64
- ZWG 160.224
- DRCG 27-179
- PGC 44578